# Cynanchum longirostrum
Cynanchum longirostrum là một loài thực vật có hoa trong họ La bố ma. Loài này được (K.Schum.) W.D.Stevens mô tả khoa học đầu tiên năm 1988.